# Liste des sites mégalithiques du Piémont
Cette liste non exhaustive recense les principaux sites mégalithiques du Piémont.

## Liste
| Nom                               | Province             | Commune            | Type              | Notes                                                                                         | Coords.                     | Illus. |
| --------------------------------- | -------------------- | ------------------ | ----------------- | --------------------------------------------------------------------------------------------- | --------------------------- | ------ |
| Menhirs de Cavaglià (it)          | Biella               | Cavaglià           | Site mégalithique | Ensemble de menhirs, réutilisés à une date récente pour former un cercle de pierres.          | 45° 24′ 33″ N, 8° 05′ 43″ E |        |
| Nécropole de Briaglia (de)        | Coni                 | Briaglia           | Site mégalithique | Nécropole constituée d'un dolmen, de nombreux menhirs, de statues-menhirs et de pétroglyphes. | 44° 24′ 03″ N, 7° 52′ 59″ E |        |
| Menhir du lac Rataira             | Coni                 | Roccaforte Mondovì | Menhir            | Menhir situé près des berges du lac Rataira (it)                                              | 44° 10′ 39″ N, 7° 42′ 32″ E |        |
| Dolmen du Combin                  | Turin                | Cantoire           | Dolmen            | Ou dolmen du Rio Combin                                                                       | 45° 20′ 32″ N, 7° 22′ 27″ E |        |
| Menhir d'Airetta                  | Turin                | Ceres              | Menhir            |                                                                                               | 45° 18′ 38″ N, 7° 24′ 07″ E |        |
| Menhir de Chivasso                | Turin                | Chivasso           | Menhir            | Également sous le nom de « Lapis Longus »                                                     | 45° 11′ 23″ N, 7° 53′ 05″ E |        |
| Dolmen du Colombin                | Turin                | Groscavallo        | Dolmen            | Pseudo-dolmen constitué d'une dalle placée sur des roches préexistantes                       | 45° 22′ 36″ N, 7° 12′ 35″ E |        |
| Menhir de Lugnacco                | Turin                | Lugnacco           | Menhir            |                                                                                               | 45° 26′ 38″ N, 7° 46′ 40″ E |        |
| Menhir de Mazzè                   | Turin                | Mazzè              | Menhir            |                                                                                               | 45° 17′ 56″ N, 7° 56′ 10″ E |        |
| Site mégalithique de Pietraborga  | Turin                | Trana              | Site mégalithique |                                                                                               | 45° 01′ 12″ N, 7° 25′ 14″ E |        |
| Site mégalithique de Castelluccio | Verbano-Cusio-Ossola | Montecrestese      | Site mégalithique |                                                                                               | 46° 09′ 44″ N, 8° 19′ 06″ E |        |
| Site mégalithique de Croppola     | Verbano-Cusio-Ossola | Montecrestese      | Site mégalithique |                                                                                               | 46° 09′ 40″ N, 8° 19′ 15″ E |        |